# NGC 6379
NGC 6379 (również PGC 60421 lub UGC 10886) – galaktyka spiralna (Sc), znajdująca się w gwiazdozbiorze Herkulesa. Odkryta została przez Alberta Martha 15 maja 1864 roku.